# Gobiosoma chiquita
Gobiosoma chiquita es una especie de peces de la familia de los Gobiidae en el orden de los Perciformes.

## Morfología
Los machos pueden llegar a alcanzar los 6,5 cm de longitud total.

## Distribución geográfica
Se encuentran en Norteamérica: Golfo de California.

## Observaciones
Es inofensivo para los humanos.